# نبرد مارنگو
نبرد مارنگو (به انگلیسی: Battle of Marengo) درگیری‌های داخلی در فرانسه طی سال‌های ۱۷۹۸ و ۱۷۹۹، که باعث شد تا روس‌ها و اتریشی‌ها بار دیگر به شمال ایتالیا، که ناپلئون در نیرد ایتالیا به دست آورده بود، تسلط داشته باشند.
ناپلئون در سال ۱۷۹۹ پایه‌های یک دیکتاتوری را که بعدها به امپراتوری انجامید، بنا نهاد و با خیال راحت به دنبال نابودی اتریشی‌ها رفت. اتریشی‌ها در سال ۱۸۰۰ شمال ایتالیا را در دست خود داشتند اما به دلیل بی علاقگی روس‌ها به ادامه نبرد، از پشتیبانی آن‌ها محروم شدند. اتریشی‌ها عمده قوای خود را در بندر جنوا مستقر کرده و منتظر آمدن ناپلئون بودند و چون گمان نمی‌بردند که ناپلئون از کوه‌های سخت‌گذر آلپ وارد منطقه شود، از مراقبت پشت سر خود غافل شدند.

## حرکت ناپلئونی
ناپلئون تصمیم گرفت از گردنه‌های پربرف پیرنه خود را به پشت سر اتریشی‌ها برساند؛ بنابراین کسی تا آخرین ساعات از نحوهٔ عمل ناپلئون اطلاع نداشت. در ۲۱ مه ۱۸۰۰، لشکر ناپلون گردنه برنار را دور زد و از پشت به اتریشی‌ها حمله کرد. اتریشی‌ها به سرعت عقب‌نشینی کرده و میلان و شهرهای اطراف آن را به فرانسوی‌ها واگذار کردند. ملاس، ژنرال اتریشی، با عجله نیروهای خود را به سمت شمال برد و در ۱۴ ژوئن ۱۸۰۰ در مارنگو (دهکده‌ای در آن محل) دو سپاه با هم روبه رو شدند. ارتش انگلیس هم با فرستادن نیرو قصد شکست دادن ناپلئون را داشت. در برابر ۲۰ هزار سرباز ناپلئون، اتریشی‌ها ۳۰ هزار سرباز و در برابر ۱۵ توپ او ۱۰۰ توپ در اختیار داشت.
در بامداد ۱۴ ژوئن سربازان اتریشی زیر پناه توپخانه حمله را آغاز کردند و واحدهای ورزیدهٔ اتریشی در ۲ بعد از ظهر نظم سپاه ناپلئون را درهم شکستند. در ساعت ۳ بعد از ظهر ملاس پیکی به وین فرستاد تا پیروزی را به اطلاع مرکز برساند.

## ورود نیروی ذخیره
ناپلئون قبل از جنگ واحدی کوچک با تعدادی توپخانه را به ژنرال شجاع و گمنام خود " دیزه " سپرد و از او خواست تا در حساس‌ترین لحظات جنگ خود را برساند. در حالی که ساعت به ۴ بعد از ظهر نزدیک می‌شد، ناگهان سواره نظام دیزه به همراه توپخانه کوچکش پدیدار شدند و سپاه اتریش را از پشت مورد حمله قرار دادند. حمله سریع فرانسوی‌ها منجر به شکست سنگین اتریشی‌ها شد. هزاران سرباز اتریشی در این نبرد از دم تیغ گذشتند و ۵۰ توپ اتریشی از بین رفت.